# Traleika-Gletscher
Der Traleika-Gletscher ist ein 13 km langer Talgletscher und rechter Tributärgletscher des Muldrow-Gletschers an der Nordwestflanke der Alaskakette in Alaska (USA). Benannt wurde der Gletscher um das Jahr 1945 von Bradford Washburn.

## Geografie
Der Gletscher befindet sich im Denali-Nationalpark an der Ostflanke des Denali-Massivs. Der Denali-Hauptgipfel wird nach Osten hin über das Thayer Basin und den Traleika Icefall zum westlichen Quellgletscher des Traleika-Gletschers entwässert. Der Traleika-Gletscher strömt in nordöstlicher Richtung und mündet auf einer Höhe von 1750 m in den Muldrow-Gletscher. Die mittlere Gletscherbreite beträgt 1,9 km.